# Apologia Pro Vita Sua
Apologia Pro Vita Sua (em latim: defesa da própria vida ) é a defesa de John Henry Newman de suas opiniões religiosas, publicada em 1864 em resposta a Charles Kingsley, da Igreja da Inglaterra, depois que Newman deixou sua posição como vigário anglicano de St. Mary, Oxford.

## Descrição
O atrito durante os anos de 1833 a 1841 levou Newman e seus aliados no Movimento de Oxford a publicar uma declaração, o Tracts for the Times, da qual Newman contribuiu. As tensões culminaram na renúncia de Newman em 1845 como vigário anglicano de St. Mary's, Oxford e sua partida da igreja anglicana e conversão ao catolicismo romano. [1]
O ensaio de Newman foi escrito em resposta aos ataques de Charles Kingsley, da Igreja Ampla, e rival de Newman na controvérsia em torno do movimento Tractarian, que respondeu à conversão de Newman com ataques que impunham sua veracidade e honra. Apologia Pro Vita Sua foi uma defesa autobiográfica espiritual aos ataques de Kingsley.

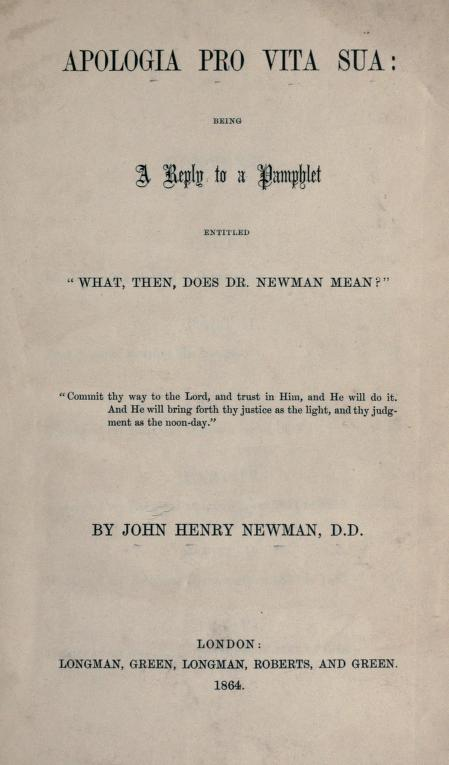
Página de rosto da primeira edição

O livro tornou-se um best-seller e continua sendo impresso hoje. Uma versão revisada do Apologia Pro Vita Sua, com muitas passagens reescritas e algumas partes omitidas, foi publicada em 1865.